# Suak Bili
Suak Bili is een bestuurslaag in het regentschap Nagan Raya van de provincie Atjeh, Indonesië. Suak Bili telt 922 inwoners (volkstelling 2010).